# Andrea Cassato
Andrea Cassato (* 27. November 1833 in Sant’Eufemia (Gemeinde Tricase), Italien; † 1. Mai 1913) war ein italienischer Geistlicher und römisch-katholischer Weihbischof in Otranto.

## Leben
Andrea Cassato empfing am 20. September 1856 das Sakrament der Priesterweihe. 
Am 24. März 1898 ernannte ihn Papst Leo XIII. zum Titularbischof von Ionopolis und zum Weihbischof in Otranto. Der Erzbischof von Otranto, Gaetano Caporali CPPS, spendete ihm am 15. Mai desselben Jahres die Bischofsweihe; Mitkonsekratoren waren der emeritierte Bischof von Gallipoli, Enrico Carfagnini OFM, und der Bischof von Ugento, Luigi Pugliese.